# 가위 (영화)
"가위"는 2000년에 개봉한 대한민국의 영화이다.

## 줄거리
대학 졸업 후, 여섯 명의 친구들은 각자의 길을 간다. 선애는 미국으로 떠난다. 혜진은 심리학 대학원에 진학한다. 현준은 무릎 부상으로 운동을 그만두고 고물상에서 일한다. 세훈은 미술 스튜디오를 연다. 정욱은 변호사로 일하며 결혼했지만, 지금은 배우가 된 미령과 불륜 관계이다.
몇 년 후, 선애는 고향으로 돌아와 혜진에게 죽었다고 알려진 경아가 자신을 쫓고 있다고 말한다. 혜진은 얼굴을 기억하지 못하는 여성의 꿈에 시달리는 세훈을 찾아간다. 혜진 자신도 경아의 환영을 보기 시작한다.
대학 시절, 혜진은 은주라는 소녀와 친구가 된다. 친구들은 이상한 사고를 겪기 시작한다. 선애는 은주의 진짜 정체가 선애와 혜진의 과거에서 온 경아라는 것을 폭로한다. 경아는 죽음과 불운을 퍼뜨리는 "빙의된" 아이라고 소문이 났었다. 피해자 중 한 명은 혜진의 아버지였다. 혜진은 은주에게 자신에게서 멀리 떨어지라고 말한다. 그날 밤, 혜진은 은주가 자살하는 것을 목격한다.
경아가 세훈을 죽인다. 혜진은 나머지 그룹원들에게 전화를 걸고, 정욱은 선애가 경아의 죽음을 일으킨 것에 대해 자책하고 있으며, 교육이 아닌 정신 치료를 위해 미국에 갔다고 밝힌다. 직장에서 벗어나고 싶은 현준은 정욱을 변호사로 만들도록 협박한다. 그는 정욱과 미령이 섹스하는 모습이 담긴 테이프를 넘겨주는데, 이는 사람들을 녹화하는 습관이 있던 세훈이 녹화한 것이다. 세훈은 또한 경아의 죽음도 녹화했다. 현준이 다음으로 살해된다. 혜진은 화를 내며 선애에게 왜 경아가 그들을 쫓고 있는지 묻는다. 경아가 나타나는데, 선애에게만 보이고, 선애는 도망친다.
경아에게 거의 물에 빠질 뻔한 미령은 정욱에게 자신과 함께 있어달라고 애원하지만, 그는 거절한다. 그녀는 정욱과 헤어지고 욕실에서 죽은 채 발견된다. 혜진은 세훈의 비디오테이프를 찾아 경아가 죽던 밤에 무슨 일이 있었는지 알게 된다. 혜진이 떠난 후, 경아의 고양이가 정욱을 공격하고 그가 고양이를 죽이려 하면서 싸움이 벌어졌다. 혼란 속에서 현준은 넘어지고 다리가 부러졌으며, 경아도 넘어지고 머리 부상으로 의식을 잃었다. 자신들을 보호하기 위해 다섯 명은 경아의 자살을 위장하고 그녀의 몸을 건물에서 밀어 떨어뜨리기로 결정했다. 경아는 깨어났지만 정욱은 어쨌든 그녀를 죽였다.
정욱은 비디오테이프를 찾기 위해 혜진의 아파트에 침입하지만, 선애가 그를 공격한다. 그는 경아가 죽었던 같은 건물로 그녀를 쫓아간다. 자신의 경력을 보호하는 데 집착한 그는 진실을 은폐하기 위해 혜진과 선애를 죽이려 한다. 선애는 금속 막대로 그를 찔러 죽인다.
얼마 후, 선애와 혜진이 만난다. 경아가 나타나는데, 이번에는 혜진에게도 보이고, 선애를 죽여 두 사람이 마침내 함께 있을 수 있게 된다.

## 캐스팅
- 김규리 : 혜진 역
- 최정윤 : 선애 역
- 하지원 : 경아/은주 역
- 유준상 : 정욱 역
- 유지태 : 현준 역
- 정준 : 세훈 역
- 조혜영 : 미령 역
- 이정우 : 미령 상대남 / 연극배우 역
- 장수진 : 어린 경아 역
- 김주연 : 어린 혜진 역
- 장인한 : 노인 역 (특별출연)
- 송병준 : 법정남 역 (특별출연)
- 윤현숙 : 교수 역 (특별출연)